# Łejla Adżametowa
Łejla Iljiasiwna Adżametowa (ur. 9 marca 1994 w Uzbekistanie) – ukraińska lekkoatletka występująca w zawodach parasportowych.

## Życiorys
Adżametowa urodziła się 9 marca 1994. Cierpi na wrodzoną ślepotę. Karierę parasportową rozpoczęła na Krymie w Ałuszcie w 2006 roku.
W Letnich Igrzyskach Paraolimpijskich w 2016 roku zdobyła złoty medal w sprincie kobiet na 100 metrów oraz brązowy w sprincie na 400 metrów. Podczas biegu na 100 metrów poprawiła ustanowiony przez samą siebie rekord świata w swojej kategorii sportowej.
Wzięła udział w Paralekkoatletycznych Mistrzostwach Świata w 2019 roku w Dubaju, które służyły za eliminacje do Letnich Igrzysk Paraolimpijskich 2020 w Tokio. 7 listopada zdobyła brązowy medal w sprincie kobiet na 400 metrów. 10 listopada i 12 listopada wygrała złote medale w biegu na 100 i 200 metrów.
31 sierpnia 2021 roku podczas Letnich Igrzysk Paraolimpijskich w Tokio zdobyła 6 miejsce.

## Życie prywatne
W kwietniu 2016 roku ukończyła sportowe studia magisterskie na Państwowej Akademii Kultury Fizycznej w Charkowie. Za swoje wyniki podczas Igrzysk Paraolimpijskich w 2016 roku otrzymała Order „Za zasługi” od Prezydenta Ukrainy Petra Poroszenki.
W 2017 roku została wymieniona jako jedna z 3 najlepszych paraatletów w Ukrainie przez Ukraińską Akademię Sportu.
Jest mężatką. Mówi w języku angielskim, języku tureckim i języku ukraińskim.